# Carlos Godofredo de La Tour de Auvérnia

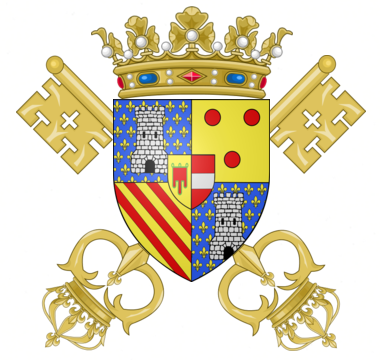
Brasão de Carlos Godofredo de La Tour de Auvérnia como Mordomo Môr (Grand Chambellan) de França.

Carlos Godofredo de La Tour de Auvérnia (em francês:  Charles Godefroy de La Tour d'Auvergne; 16 de Julho de 1706 – 24 de outubro de 1771) foi um nobre francês e membro da poderosa Casa de La Tour de Auvérnia que, desde 1594, detinha o título de Duque Soberano de Bulhão.
É também identificado como o duque Godofredo II de Bulhão.

## Biografia
Os seus pais, Emanuel Teodósio de La Tour de Auvérnia, Duque de Bulhão (1668–1730) e Maria Armanda de La Trémoille (1677–1717), casaram em 1696 e Carlos Godofredo era o mais novo dos sete filhos nascidos desse casamento.
A sua mãe morreu em 1717 e o pai casou de novo. No total, Carlos Godofredo viria a ter três meio-irmãos dos três outros casamentos do pai. Como filho mais novo, ele não tinha expectativas em suceder no Ducado de Bulhão, que se encontrava na posse da família desde 1594.
Entre os seus irmãos encontravam-se Armanda (Armande) (1697–1717), Princesa de Epinoy, mulher de Luís de Melun, Duque de Joyeuse; e Maria Hortênsia Vitória (Marie Hortense Victoire) (1704–1741), casada com Carlos Armando Renato de La Trémoille. Entre as suas meias-irmãs contavam-se Ana Maria Luísa (Anne Marie Louise), casou com Carlos de Rohan, Príncipe de Soubise, famoso general e amigo de Luís XV; e a mais nova, Maria Sofia Carlota (Marie Sophie Charlotte) (1729–1763) casou com Charles Just de Beauvau, Príncipe de Craon.
Os seus irmãos mais velhos, Godofredo Maurício (1702–1705) e Frederico Maurício (1702–1723), morreram antes do pai que veio a falecer em abril de 1730. Carlos Godofredo tornou-se, então, Duque Soberano de Bulhão, um pequeno principado situado na atual Bélgica.
Em 1723 casou com a viúva de seu irmão, Maria Carolina Sobieska, neta do rei polaco João III Sobieski. Ela era a irmã mais velha de Maria Clementina Sobieska, mulher de Jaime Francisco Eduardo Stuart.
Por volta de 1744, iniciou um romance com a sua madrasta, a atraente Luísa Henriqueta Francisca de Lorena. Ele era um ano mais velho do que ela.

## Casamento e descendência
Do seu casamento com Maria Carolina Sobieska, ocorrido em 1723, teve dois filhos:
- Maria Luísa (Marie Louise) (15 de agosto de 1725 – 1793) casada com Júlio de Rohan, Príncipe de Guéméné, com geração; guilhotinada durante a revolução; teve um filho secreto com o seu primo Carlos Eduardo Stuart;
- Godofredo Carlos (Godefroy Charles) (26 de janeiro de 1728 – 3 de dezembro de 1792) casou com Luísa Henriqueta de Lorena[3] com geração.

## Ligações Externas
- Marek, Miroslav. «Genealogy of the House of La Tour d'Auvergne». Genealogy.EU
- Informação sobre o Ducado de Bulhão, por François Velde